# Гняв
Вижте пояснителната страница за други значения на Гняв.
Гневът е една от 8-те основни емоции. Смята се за един от седемте смъртни гряха в християнската религия и е обратното на смирение, което се счита за висша добродетел от същата религия. Основната причина за гнева е високомерието. Спектърът му може да варира от слабо раздразнение до силна ярост. Физическата му проява е учестено сърцебиене, високо кръвно налягане и повишено ниво на адреналин и норадреналин.
Изразяването на гнева става със специфични мимики и жестове, а често и с не съвсем цензурни думи или агресивни действия.
Психолозите днес разглеждат гнева като първична, но естествена емоционална реакция на хората, която се оказва съществена за оцеляването.